# Aleucanitis pamira
Aleucanitis pamira là một loài bướm đêm trong họ Noctuidae.